# Schweinemarkt (Hamburg)

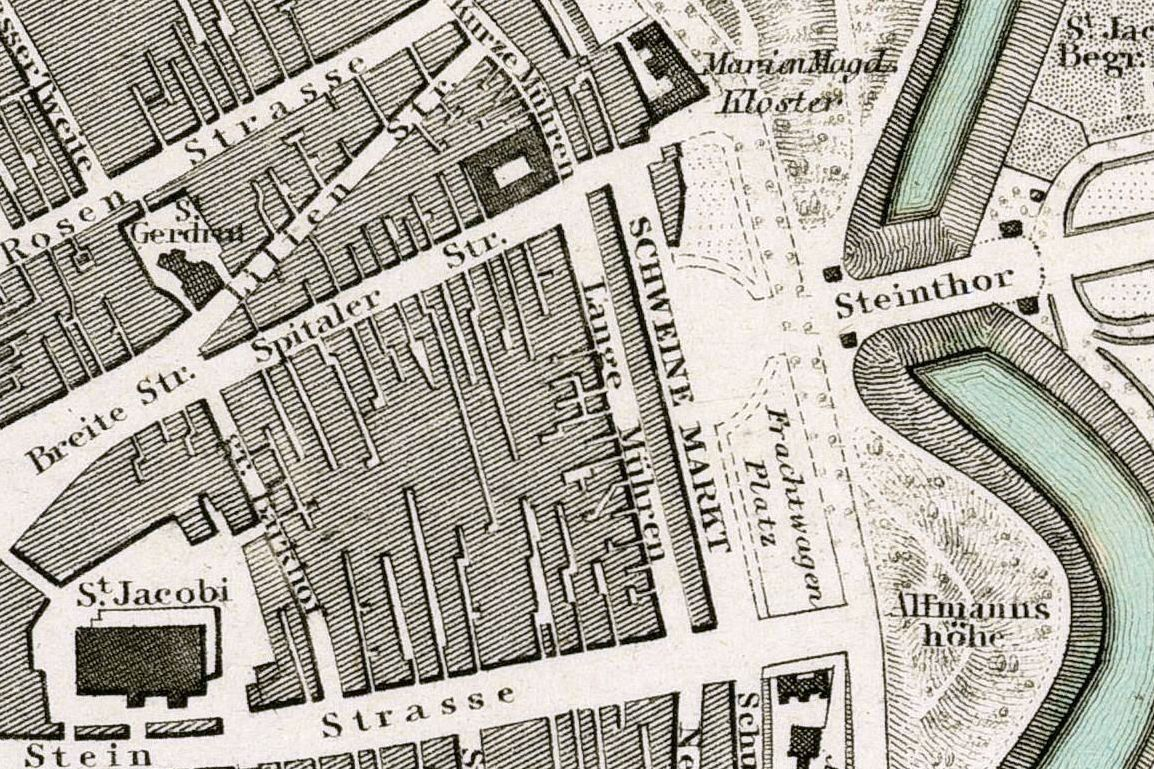
Lage des Schweinemarkts auf einem Stadtplan von 1841

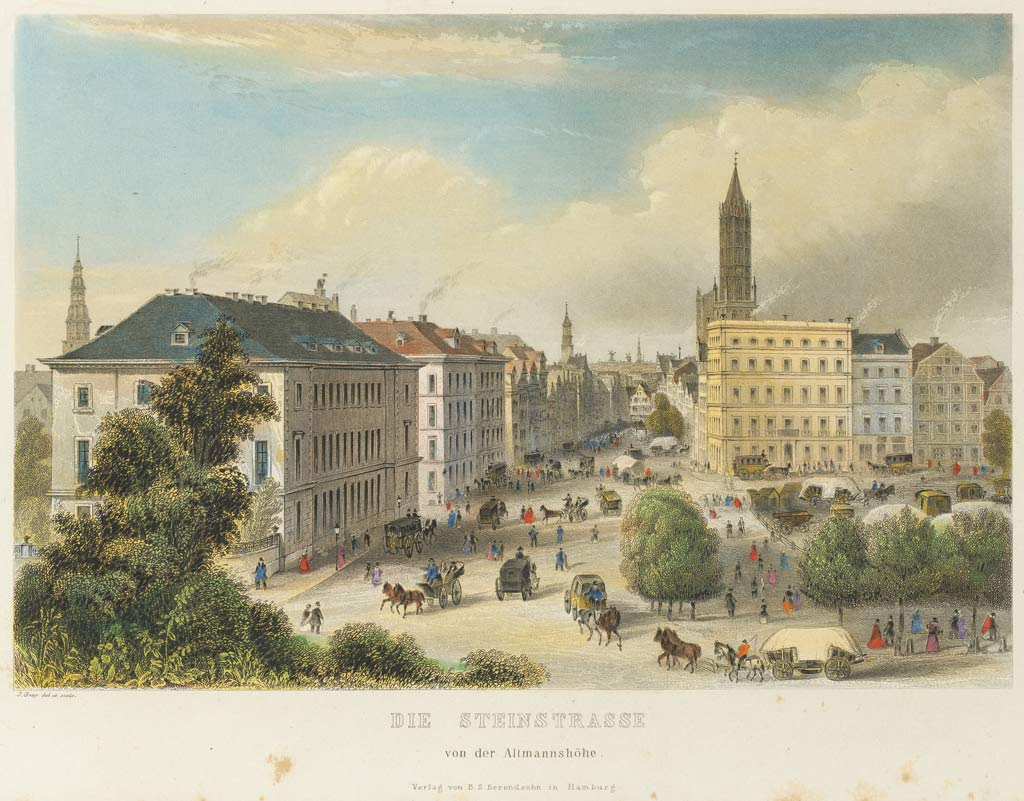
Blick vom Wall in die Steinstraße um 1850. Rechts ist ein Teil des noch unbebauten Schweinemarktes zu erkennen.

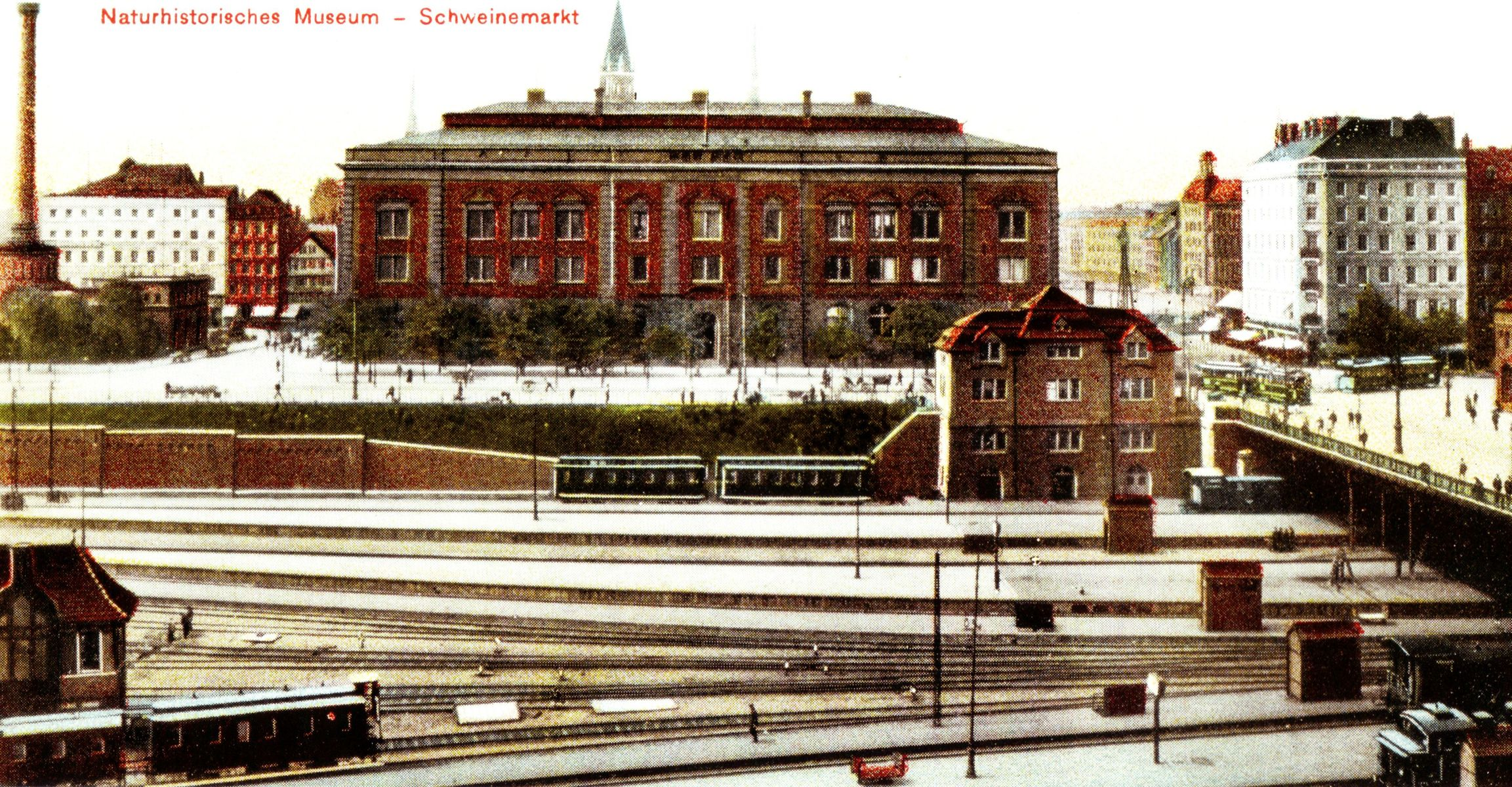
Schweinemarkt um 1910 mit Badeanstalt und Museum, rechts der Mönckebergstraße das Hotel Berliner Hof.

Der Schweinemarkt in Hamburg war ein zentraler Marktplatz für den Handel mit Schweinen und anderem Schlachtvieh. Er bestand vom 17. bis zum Beginn des 20. Jahrhunderts und lag am damaligen Ostrand der Stadt in der Nähe des heutigen Hauptbahnhofes. 
Die etwa 280 × 80 Meter große Freifläche entstand beim Bau der Hamburger Wallanlagen um 1620 zwischen der alten Stadtmauer (entlang der heutigen Straße Lange Mühren) und dem neuen, weiter östlich verlaufenden Wall beiderseits des Steintores (heute Steintorwall) und reichte von der Spitalerstraße im Norden bis zur Steinstraße im Süden.
Um den Platz herum entstanden neben Privathäusern verschiedene öffentliche Einrichtungen, darunter ein Schützenhaus, Magazine und Stallungen des Bürgermilitärs, eine Geschütz- und Glockengießerei (nach der der heutige Glockengießerwall benannt ist), Witwenwohnungen, Gasthäuser und öffentliche Toiletten, 1872 auch die erste Hauptfeuerwache der Stadt. Aufgrund seiner Nähe zu den Gängevierteln der Altstadt diente der Platz im 19. Jahrhundert wiederholt als Versammlungsort für politische Kundgebungen, im Revolutionsjahr 1848 kam es hier sogar zu Barrikadenkämpfen.   
Ab 1867 wurde der Viehhandel aus hygienischen und logistischen Gründen auf den neuen Zentralen Vieh- und Schlachthof am Heiligengeistfeld verlagert. Der alte, nunmehr mitten in der Stadt gelegene Platz wurde fortan nur noch als Krammarkt und „Frachtwagenplatz“ zum Abstellen von Fuhrwerken und Karren genutzt und in der Folgezeit schrittweise bebaut. Bereits 1855 war am Südende des Platzes die erste öffentliche Wasch- und Badeanstalt auf dem europäischen Festland eröffnet worden, die sogar den Zweiten Weltkrieg weitgehend unbeschadet überstand und erst 1963 zugunsten eines Parkhauses abgerissen wurde.
1891 folgte direkt nördlich der Badeanstalt das Naturhistorische Museum. Auch der nördliche Bereich zwischen Mönckebergstraße und Spitalerstraße war bereits vor dem Zweiten Weltkrieg mit Hotels und Geschäftshäusern bebaut. Diese wie auch das Museum wurden jedoch im Zweiten Weltkrieg durch Bomben zerstört. Nach dem Krieg wurden die vom Trümmerschutt beräumten Flächen zeitweilig als Parkplatz und Wochenmarkt genutzt und sukzessive neu bebaut, unter anderem mit dem ehemaligen Horten-Kaufhaus (heute Saturn) und dem ehemaligen Karstadt Sport, beide eingangs der Mönckebergstraße.